# Id est
Id est es una expresión latina que significa ‘esto es’, cuya abreviatura i. e. es muy usada en definiciones matemáticas y demostraciones de teoremas, lemas y corolarios.[cita requerida]